# Ліга справедливості (комікси)
Justice League (укр. Ліга Справедливості) — триваюча лінійка коміксів про команду вигаданих супергероїв DC Comics. Ліга Справедливості була задумана письменником Ґарднером Фоксом, і вони вперше з'явилися разом, як Ліга Справедливості Америки (JLA) у The Brave and the Bold #28 (березень 1960).
Ліга Справедливості — це спілка супергероїв, які об'єднуються в команду. Сімкою первинних учасників були Аквамен, Бетмен, Флеш, Зелений Ліхтар, Марсіанський Мисливець, Супермен і Диво-жінка. Список команди поповнювався впродовж багатьох років та складався з різних супергероїв всесвіту DC.
У листопаді 1960 року команда отримала свій власний комікс під назвою Ліга Справедливості Америки.
З перезапуском 2011 року The New 52 DC Comics випустило другий том серії Justice League. Саме з цієї серії видавництво Рідна Мова почало випуск коміксів DC українською.
В липні 2016 року ініціатива DC Rebirth знову відкинула серію, і розпочала третій том Justice League.

## Сюжет

### Серія 2. The New 52
The New 52 — це подія DC Comics 2011 року, що знаменує собою перезапуск усіх лінійок. У вересні 2011 року DC Comics консолідували та перезапустили свої лінійки коміксів, припинивши деякі серії та представивши ще одну серію, в результаті чого у назві перезапуску значиться число 52.

#### Книга 1. Початок (Vol. 1: Origin)
У світі, де недосвідчені супергерої працюють під хмарою підозр з боку громадськості, самотній пильний Бетмен натрапив на темне зло, яке загрожує знищенням Землі. Тепер, зіткнувшись з загрозою, з якою він не зможе впоратися самостійно, Темний лицар повинен довіритись інопланетянину, червоному спідстеру, випадковому підлітку-герою, космічному поліцейському, принцесі Амазонки та підводному монарху. Чи зможуть Супермен, Флеш, Кіборг, Зелений Ліхтар, Диво-жінка та Аквамен відкласти в сторону свої розбіжності та об'єднатися, щоб врятувати світ?

#### Книга 2. Шлях злочинця (Vol. 2: The Villain's Journey)
У результаті їхньої одвічної боротьби проти зла страждають люди без суперздібностей. Ліга намагається оберігати невинні життя, але навіть вони не можуть урятувати всіх. Їхні перемоги, велич яких не порівняти із земними, можуть таїти в собі зерна найбільшої поразки. Адже не тільки герої, переживши трагедію, перероджуються у щось більше. Злодії можуть також стати на цей шлях, який може привести прямісінько до знищення Ліги Справедливості…

#### Книга 3. Трон Атлантиди (Vol. 3: Throne of Atlantis)
«Трон Атлантиди» є колаборацією випусків про Аквамена та Лігу Справедливості.
Перш ніж стати Акваменом, Артур Каррі був володарем Атлантиди. Але забобонні атлантійці, з їхньою ненавистю до мешканців поверхні, не змогли полюбити царя-напівкровку.
Вступивши до Ліги Справедливості, Артур залишив Атлантиду, передавши правління своєму братові Орму, Повелителю Океанів. З того часу між підводним царством і землею панував нестійкий мир. До сих пір.
Поки земні супергерої зайняті іншими справами, загадкова сила підштовхує Атлантиду та світ на поверхні до війни. Жертв стає дедалі більше, а повно-масштабне вторгнення — дедалі вірогіднішим, і тепер лише Ліга Справедливості може запобігти кривавій битві, яка потопить під водою добру половину цивілізації.
Остерігайтеся: той, хто володіє троном Атлантиди, вирішує долю світу…

#### Книга 4. Війна Трійці (Trinity War)
ВСЕСВІТ DC ВИРУШАЄ НА ВІЙНУ!
Смерть героя породжує жорстоке протистояння між членами Ліги Справедливості, Темної Ліги Справедливості й Ліги Справедливості Америки! Битва Ліг розкриває таємниці Трійці Гріха, загадкової Пандори та її скриньки у формі черепа.

#### Книга 5. Герої назавжди (Vol. 5: Forever Heroes)
Минуле злочинного синдикату розкрито!
Ультрамен, Супер-Жінка, Людина-Сич, Перстень Сили, Атоміка та Джонні Меткий напали на нашу Землю, але який світ вони залишили позаду? Серія флешбеків демонструє, як Злочинний Синдикат прийшов до влади на своїй Землі. Але ці історії походження переінакшених версій членів Ліги Справедливості також показують і тріщини у формуванні нинішнього Синдикату…
Вижив лише один член Ліги Справедливості. Ослаблений, але живий Кіборґ мусить вести точкову боротьбу проти свого відповідника в Синдикаті — злого штучного інтелекту, відомого як Мережа.

#### Книга 6. Ліга Несправедливості (Vol. 6: Injustice League)
ЛЕКС ЛЮТОР — СУПЕРГЕРОЙ?
Коли Злочинний синдикат майже знищив наш світ, Лекс Лютор очолив боротьбу проти нього. Тепер, на піку своєї популярності, колишній ворог Супермена вирішує продовжувати боротися зі злом на повну силу — приєднавшись до Ліги Справедливості!
Але чи справді наміри Лекса Лютора винятково добрі? А навіть якщо й так, то чи зможуть інші члени Ліги воювати пліч-о-пліч із тим, хто їх переслідував?

#### Книга 7. Війна Дарксайда. Частина 1 (Vol. 7: Darkseid War, Part 1)
Уперше Ліга Справедливості зібралася багато років тому, щоби зупинити Дарксайда з його армією парадемонів і не дати їм захопити нашу Землю. Цього разу Дарксайд знову перетворить планету на поле битви з Антимонітором — одним із наймогутніших руйнівників усіх  всесвітів.
Диво-Жінка, Супермен, Бетмен і решта Ліги Справедливості об'єднуються з Містером Дивовижею, щоби зупинити кровопролиття. Та коли дві нестримні злі сили вступають у бій, для порятунку світу навіть найвеличніших героїв може бути замало!

#### Книга 8. Війна Дарксайда. Частина 2 (Vol. 8: Darkseid War, Part 2)
Після смерті Дарксайда члени Ліги Справедливості отримали неосяжні сили Богів! Супермен, Бетмен, Флеш, Шазам, Зелений Ліхтар і Лекс Лютор стали Новими Богами. Навіть для супергероїв така всемогутність може стати нестерпною.
У результаті члени команди починають втрачати свою людяність, а Диво-Жінці доводиться боротися, щоб урятувати всесвіт від Антимонітора. Щоби захистити свій світ, їй доведеться звернутися до найбільших ворогів Ліги Справедливості… Злочинного Синдикату!

### Серія 3. Відродження
DC Rebirth — це масова ініціатива DC Universe, опублікована у 2016 році. Подія слідує за закінченням перезапуску The New 52, ери публікації, яка перезавантажила лінійки DC Comics у 2011 році після кросовера Flashpoint. Ця ініціатива покликана синхронізувати і гармонізувати наступність у період після подій Flashpoint і наслідок Post-Crisis.

## Цікаві факти
В оригіналі між книгами Трон Атлантиди та Війна Трійці вийшла книга The Grid, до якої увійшли випуски #18-20 та #22-23. Але видавництво Рідна Мова вирішило, що книга окремо не цікава, тому випуски #18-20 були додані до книги Трон Атлантиди, а #22-23 вже були присутні у книзі Війна Трійці.

## Видання
| Назва                                                                                               | Включені випуски | Дата публікації      | Сторінки   |
| The New 52                                                                                          | The New 52 | The New 52           | The New 52 |
| --------------------------------------------------------------------------------------------------- | --- | -------------------- | ---------- |
| Justice League: Origin Ліга Справедливості. Книга 1. Початок                                        | Justice League (vol. 2) #1–6 | ТО:2012 МО:2013 2017 | 192        |
| Justice League: The Villain's Journey Ліга Справедливості. Книга 2. Шлях злочинця                   | Justice League (vol. 2) #7–12 | ТО:2013 МО:2013 2017 | 160 168    |
| Justice League: Throne of Atlantis Ліга Справедливості. Книга 3. Трон Атлантиди                     | Justice League (vol. 2) #13–17 Aquaman (vol. 7) #15–16 Justice League № 13-20 Aquaman № 15-16                                                                                            | ТО:2013 МО:2014 2018 | 192 256    |
| Justice League: The Grid                                                                            | Justice League (vol. 2) #18–20, 22–23 | ТО:2014 МО2014       | 176        |
| Shazam!: From the Pages of Justice League Шазам!                                                    | Justice League #0, 21 stories from Justice League #7-11, 14-16, 18-20 | 2013 2019            | 192        |
| Justice League: Trinity War Ліга Справедливості. Книга 4. Війна Трійці                              | Free comic book day 2012 Trinity of sin: Pandora #1-3 Trinity of sin: Phantom stranger 11 Justice League #22-23 Justice League Dark #22-23 Justice League of America #6-7 Constantine #5 | ТО:2012 МО:2013 2019 | 320        |
| Justice League: Forever Heroes Ліга Справедливості. Книга 5. Герої назавжди                         | Justice League (vol. 2) #24–29 | ТО:2014 МО:2015 2020 | 168        |
| Justice League: Injustice League Ліга Справедливості. Книга 6. Ліга Несправедливості                | Justice League (vol. 2) #30–39 | ТО:2015 МО:2016 2021 | 272 256    |
| Justice League: The Darkseid War. Part One Ліга Справедливості. Книга 7. Війна Дарксайда. Частина 1 | Justice League (vol. 2) #40–44 a sneak peek from Divergence | ТО:2016 МО:2016 2021 | 144 168    |
| Justice League: The Darkseid War. Part Two Ліга Справедливості. Книга 8. Війна Дарксайда. Частина 2 | Justice League (vol. 2) #45–50 Justice League: Darkseid War #1 | ТО:2016 МО:2016 2022 | 200        |